# NGC 6729
NGC 6729 (také známá jako Caldwell 68) je reflexní mlhovina v souhvězdí Jižní koruny. Objevil ji německý astronom Johann Friedrich Julius Schmidt v roce 1861.

## Pozorování

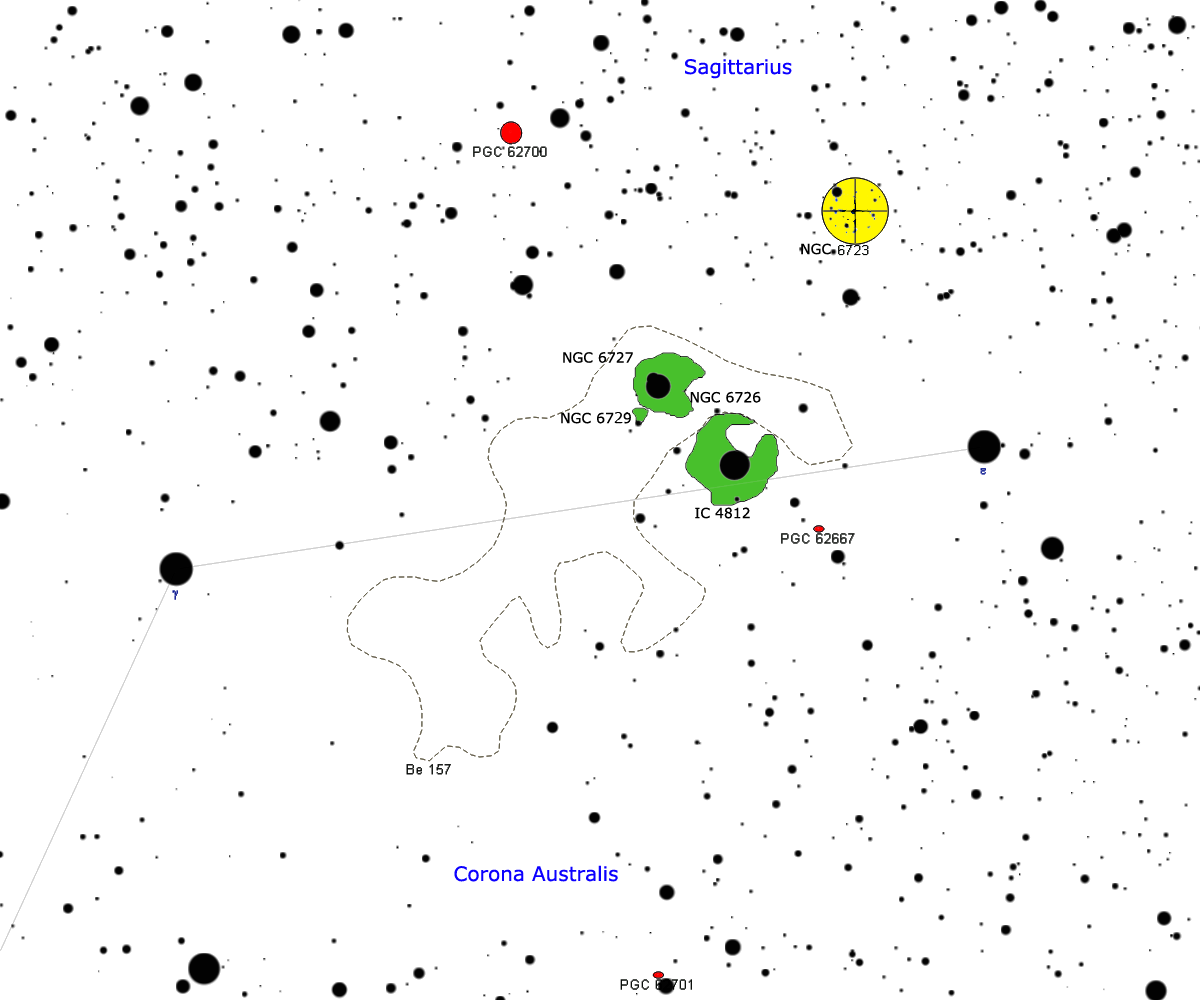
Poloha NGC 6729 v souhvězdí Jižní koruny

Na obloze leží na spojnici dvou hvězd 5. magnitudy γ CrA a ε CrA, 1 stupeň západně od hvězdy γ CrA. Oblast oblohy mezi těmito dvěma hvězdami je silně zatemněná mezihvězdným prachem a vystupuje zde několik dalších jasných mlhovin, jako například NGC 6726 a NGC 6727. Mlhovina NGC 6729 je v této skupině nejmenší podle svých rozměrů, ale je známější pro svůj zřetelně trojúhelníkový tvar s jasným hrotem, díky čemuž vypadá jako kometa. Mlhovina je svým tvarem a proměnným jasem podobná mlhovině NGC 2261 (Hubbleova proměnná mlhovina). 0,5 stupně severozápadně od mlhoviny se nachází kulová hvězdokupa NGC 6723.
Na snímku z observatoře La Silla vidíme NGC 6729 jako světlý vějíř uprostřed, jasná skvrna vpravo nahoře od ní jsou reflexní mlhoviny NGC 6726 a NGC 6727 a vpravo dole je reflexní mlhovina IC 4812 obklopující dvojhvězdu HD 176269 a HD 176270. 1 stupeň směrem na jihovýchod se rozkládá temná mlhovina Bernes 157.
Její deklinace je jižní, a proto je zvláště dobře pozorovatelná na jižní polokouli, kde je její pozorování značně jednodušší. Na severní polokouli je viditelná nízko nad jižním obzorem pouze ze středozemních zeměpisných šířek, nebo i trochu severněji, zatímco v tropickém pásu je dobře pozorovatelná. Nejvhodnější období pro její pozorování na večerní obloze je od června do října.

## Historie pozorování
Mlhovina unikla pozorování Johna Herschela i Jamese Dunlopa. Albert Marth tento objekt pozoroval spolu se sousedními objekty kolem roku 1861 a přidal ji do katalogu, který obsahoval 600 tehdy známých "mlhovin". Johann Friedrich Julius Schmidt zaznamenal, že její centrální hvězda je ve skutečnosti proměnnou hvězdou, která byla později zapsána do katalogu jako R Coronae Australis. Kromě toho zpozoroval, že jas mlhoviny se zvětšuje a zmenšuje podle fáze její centrální hvězdy.

## Vlastnosti
NGC 6729 má vějířový tvar a rozšiřuje se od hvězdy R Coronae Australis na jihovýchod směrem k T CrA. Mlhovina vykazuje změny jasnosti i během jediného dne. R Coronae Australis je proměnná hvězda před vstupem na hlavní posloupnost (protohvězda) a nachází se v molekulárním mračnu, které je jednou z nejbližších hvězdotvorných oblastí od Země. R CrA je velmi mladá hvězda spektrální třídy A, která mění svou jasnost mezi 10. a 13. magnitudou a najdeme ji v nejjasnějším vrcholu trojúhelníkové mlhoviny. Oblast oblohy kolem této mlhoviny je silně zatemněná mezihvězdným prachem a je hlídána a studována kvůli přítomnosti zdrojů infračerveného záření a Herbigových–Harových objektů, které nejsou znatelné ve viditelném spektru a jsou důkazem nedávného vzniku hvězd. To bylo v roce 1984 potvrzeno objevem malé otevřené hvězdokupy složené z mladých hvězdných objektů, která se nachází nedaleko od R CrA a anglicky se nazývá Coronet Cluster.
Vzdálenost mlhoviny od Země je kolem 420 světelných let a nachází se tedy na vnitřním okraji ramene Orionu.

## Galerie obrázků

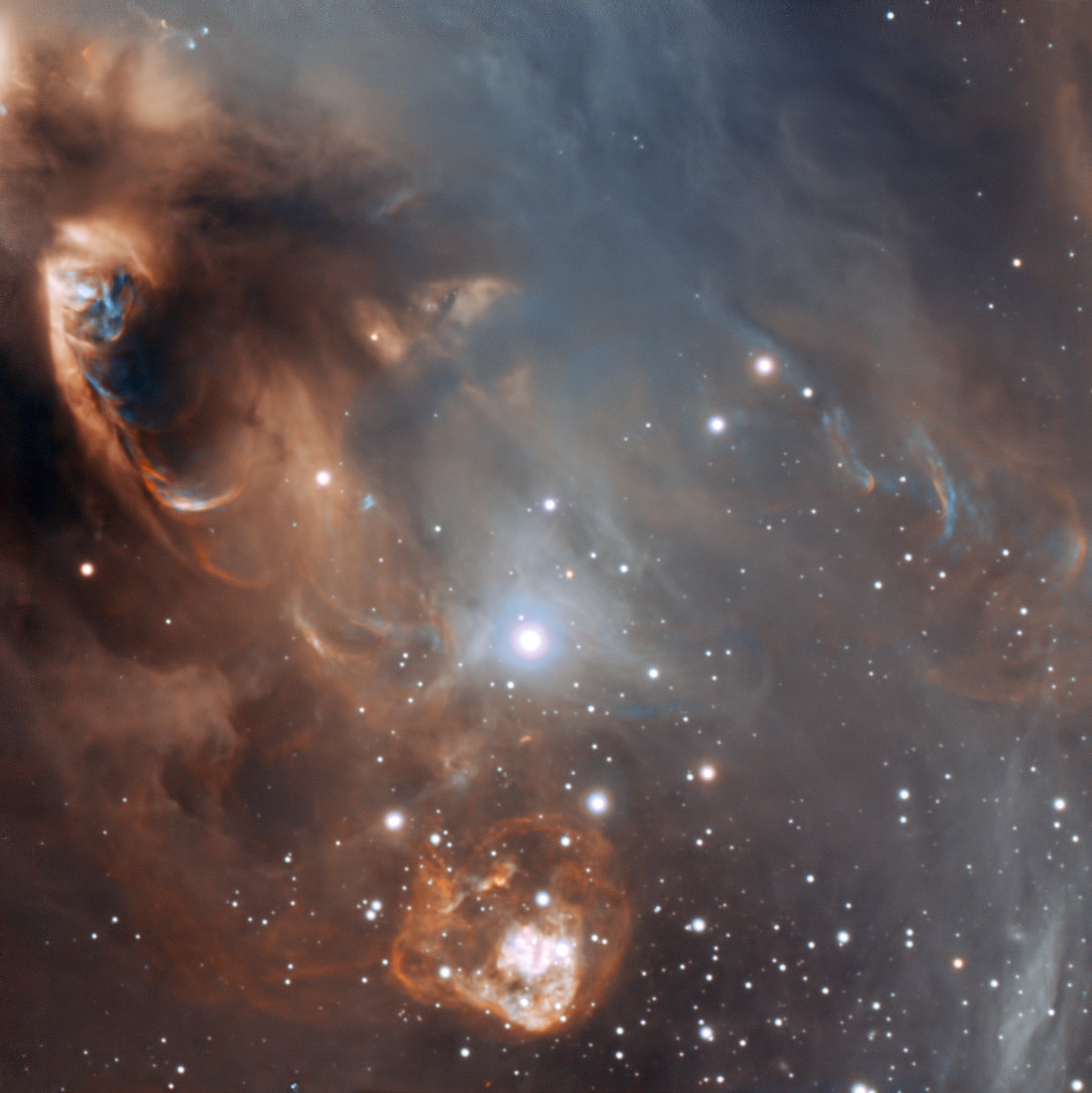
Oblast jihozápadně od NGC 6729 na snímku v nepravých barvách z dalekohledu VLT. Autor: ESO.
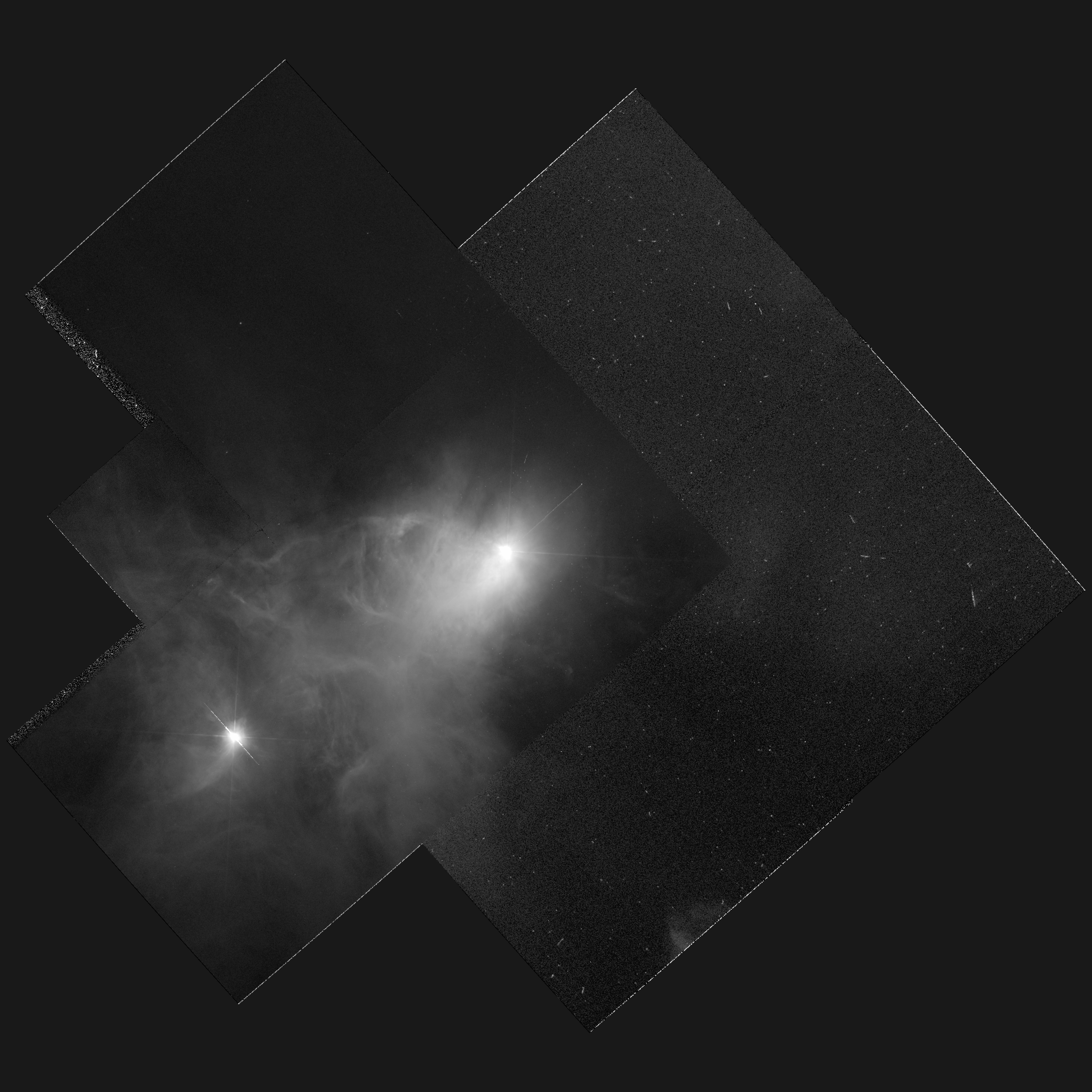
Detailní snímek NGC 6729 z Hubbleova vesmírného dalekohledu.
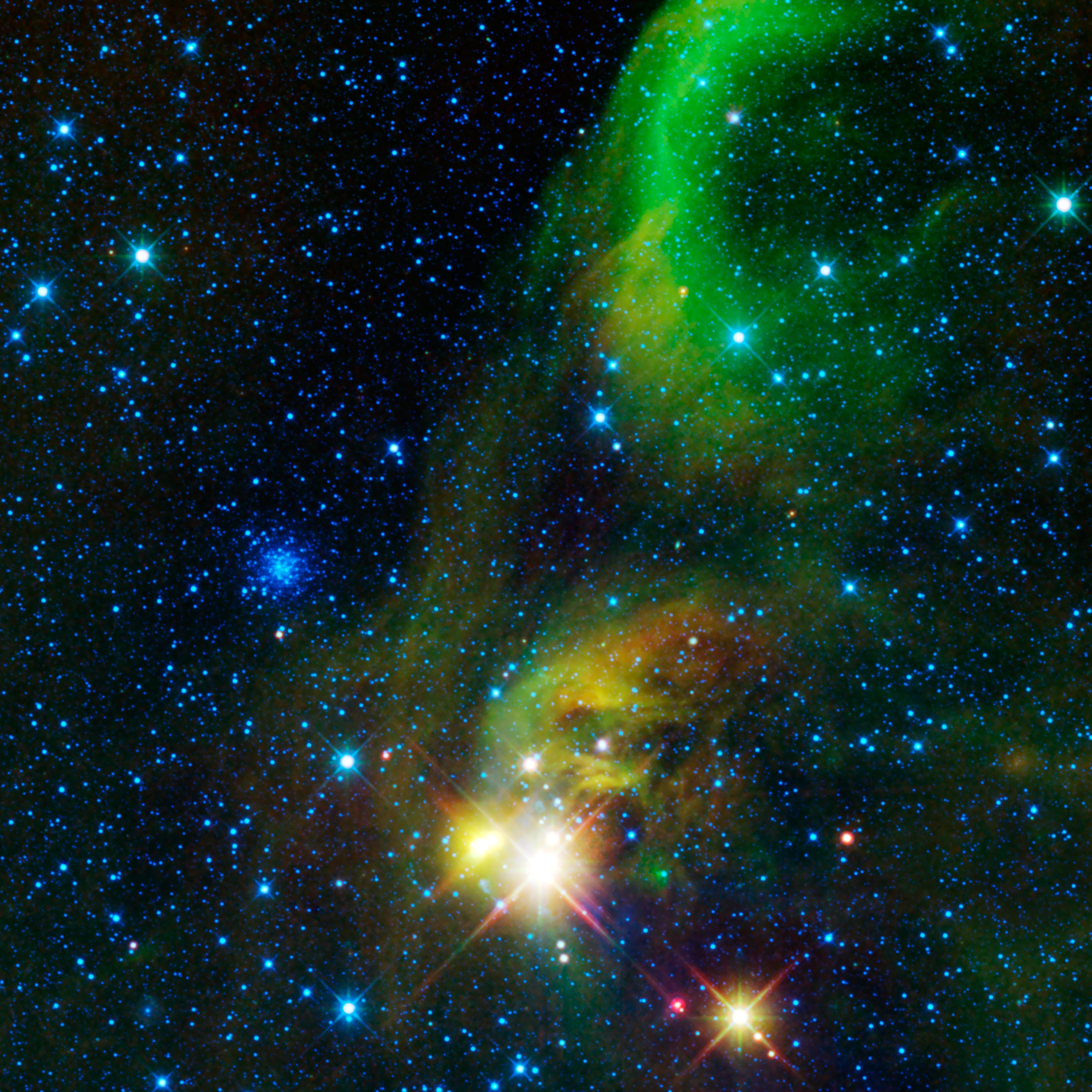
Infračervený snímek okolí mlhoviny z dalekohledu Wide-field Infrared Survey Explorer. Sever je vlevo. Autor: NASA.